# Спартак (Балашовский район)
Спартак — посёлок в Балашовском районе Саратовской области в составе сельского поселения Терновское муниципальное образование.

## География
Находится на расстоянии примерно 31 километр по прямой на юг-юго-запад от районного центра города Балашов.

## История
Основан предположительно в XIX веке .  

## Население
| 2002 | 2010 |
| ---- | ---- |
| 97   | ↘68  |

Постоянное население составляло 97 человек (92% русские) в 2002 году, 68 в 2010.